# San Ramón, Tototlán
San Ramón är en ort i Mexiko.   Den ligger i kommunen Tototlán och delstaten Jalisco, i den centrala delen av landet, 400 km väster om huvudstaden Mexico City. San Ramón ligger 1 536 meter över havet och antalet invånare är 120.
Terrängen runt San Ramón är platt åt nordost, men åt sydväst är den kuperad. Runt San Ramón är det ganska tätbefolkat, med 248 invånare per kvadratkilometer. Närmaste större samhälle är Ocotlán, 15,1 km söder om San Ramón. Trakten runt San Ramón består till största delen av jordbruksmark.